# Grande Rivière de Saint-Marc
Pour les articles homonymes, voir Grande Rivière.
La Grande Rivière de Saint-Marc est un cours d'eau qui coule à Haïti dans le département de l'Artibonite et l'arrondissement de Saint-Marc.

## Géographie
La Grande Rivière de Saint-Marc prend sa source dans les contreforts de la chaîne des Matheux. Le cours d'eau se dirige vers l'Ouest et traverse la ville de Saint-Marc où elle se jette dans la baie de Saint-Marc située dans le canal de Saint-Marc à environ cinq cents mètres au Nord de la Petite Rivière de Saint-Marc, séparée de cette dernière, par les quais d'accostage du petit port de Saint-Marc. 
Ce fleuve est alimenté par les eaux de ses deux principaux affluents, la rivière Veuve et la rivière Gobé.